# 谢莫纳镇

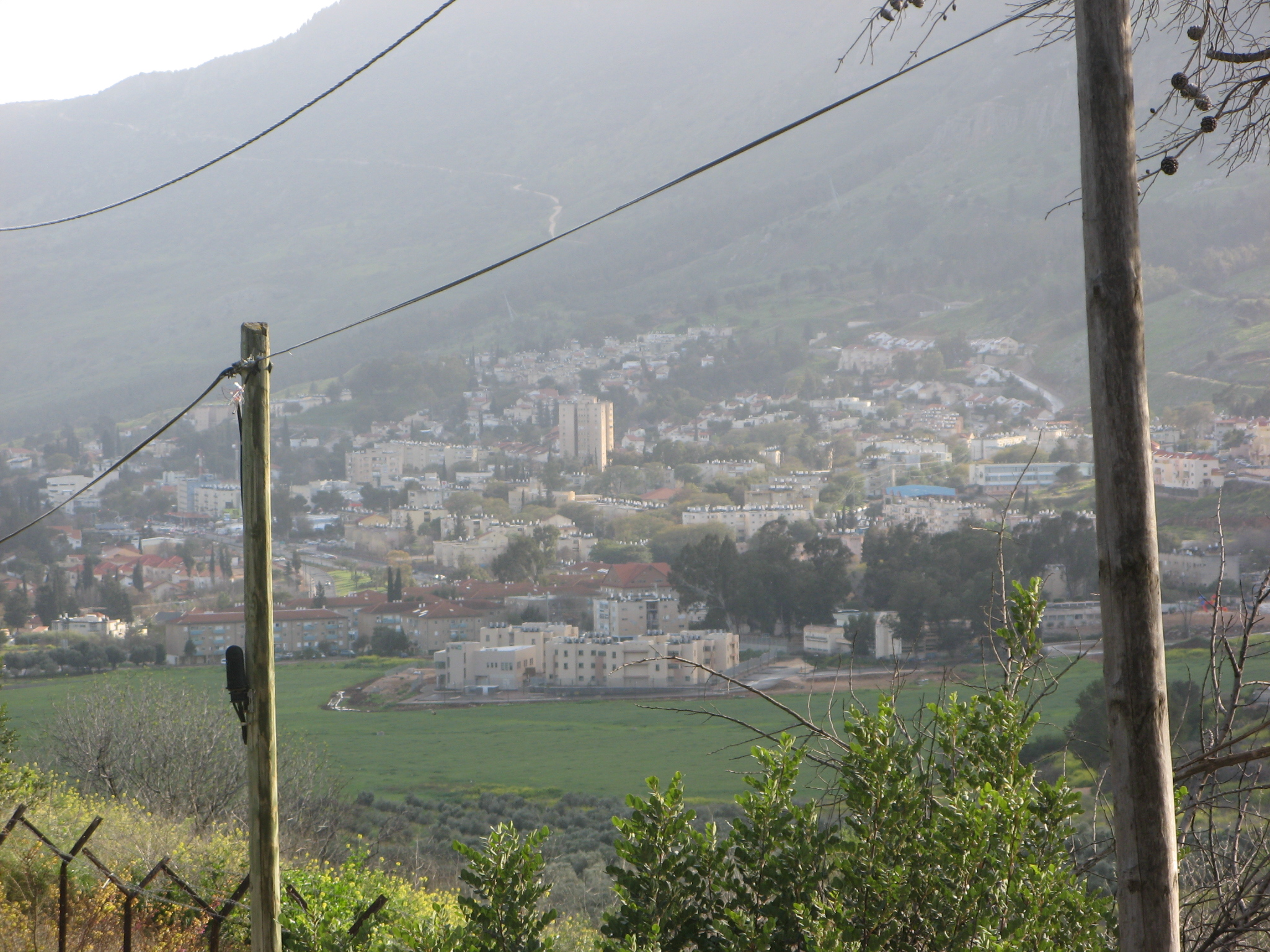
谢莫纳镇鸟瞰

谢莫纳镇（拉丁转写为Kiryat Shmona)，以色列北部区城镇，总面积9.96 km2，总人口23,100(2007)。该市的名字是为了纪念1920年保卫Tel Hai的8位勇士，城市名中的Shmona意为“八”，Kiryat意为“镇”。谢莫纳镇靠近以色列黎巴嫩边境，为以色列最北的城市。城市坐标为33°12′27″N，35°34′11″E。